# Каркаринское восстание 1916 года
Каркаринское восстание 1916 года (Каракаринское восстание, Албанское восстание, Албан-Бугы) — эпизод среднеазиатского восстания 1916 года в Казахстане. По хронологии считается частью Семиреченского восстания. В некоторых архивных документах упоминается как Албанское восстание, в народной памяти — как Албан-Бугы.
Под названием Каркара была известна область кочевания казахов из рода албан. В состав Каркары входили 16 волостей Семиреченской области, из которых 13 относились к Джаркентскому уезду, остальные 3 — к Верненскому. 6 июля 1916 года представители этих волостей, собравшись на горе Акбеит, договорились не выполнять царский указ о призыве на тыловые работы казахских мужчин в возрасте 19—43 лет. На следующий день начальник приставства «Нарынкол — Шарын»[уточнить] Подворков встретился с делегацией албан, в состав которой входили 13 наиболее авторитетных представителей рода, и потребовал немедленного исполнения царского указа. Собравшиеся пообещали дать ответ через 3—4 дня.
10 июля на джайляу «Кабан-Карагай» в 10 км от Каркаринской ярмарки, под началом Узака Сарыкова собрались представители 11 албанских волостей (Курманской, Меркенской, Шиликской, Торайгырекой, Сарытогайской, Конырборикской, Кожбанбетской, Бодетинской, Ивановской, Алжанской, Айтской). Собрание отказалось давать людей на тыловые работы. Однако уже на следующий день, 11 июля почти все присутствовавшие на сходе были арестованы царскими властями и заключены в тюрьму. Местность, где развернулись данные события, впоследствии получила народное название Ереултобе (Ереуилтобе, «Сопка восставших»).
Ещё одна группа восставших попыталась начать вооружённую борьбу, но была почти сразу уничтожена правительственными войсками в бою на перевале Кайка. Однако даже столь суровые меры не позволили подавить восстание, которое быстро распространялось по региону. Так, 14 августа семиреченский военный губернатор М. А. Фольбаум, сообщая о масштабном бунте в Джаркентском и Пржевальском уездах и об осаде повстанцами Каркаринской ярмарки, запрашивал подкрепления ввиду нехватки сил для борьбы с восставшими.
Только в конце сентября — начале октября правительственные войска разгромили основные силы восставших. Серьёзно пострадало и мирное население: многие албаны погибли или бежали в Китай.
О Каркаринском восстании писали М. О. Ауэзов в историческом произведении «Қилы замаң», Т. Журтбаев в книге «Бейуак», С. Танекеев в книге «Қарқара — Албан көтерілісі».